# BMX-Rennsport-Weltmeisterschaften 2014
Die BMX-Rennsport-Weltmeisterschaften 2014 fanden am 26. und 27. Juli in Rotterdam statt. Schauplatz war die Ahoy-Arena, wo für diesen Zweck eine Indoor-BMX-Bahn aufgebaut worden war. Aufgrund des beschränkten Platzes in der Halle war die Bahn nur etwa 300 Meter lang, sie wurde nach den Weltmeisterschaften wieder entfernt. 35 Nationen beteiligten sich an den Wettkämpfen.

## Programm
Ab dem 22. Juli liefen zunächst das Training sowie die UCI BMX World Challenge für die Leistungsklassen Challenge und Masters ab. Die eigentlichen Weltmeisterschaften fanden am Wochenende vom 26. und 27. Juli statt. Am Sonnabend wurde das BMX-Zeitfahren ausgetragen, am Sonntag das BMX-Rennen.

## Ergebnisse

### Frauen Elite
Es gab 38 Fahrerinnen aus 24 Nationen. Mariana Pajón erzielte im Finale einen Start-Ziel-Sieg und gewann ihren zweiten Weltmeistertitel. Brooke Crain und Stefany Hernández gerieten im Auslauf der ersten Kurve in die für das Männer-Rennen vorgesehene Bahn und schieden aus.
| Platz | Name               | Zeit      |
| ----- | ------------------ | --------- |
| 1     | Mariana Pajón      | 26,983 s  |
| 2     | Alise Post         | + 0,449 s |
| 3     | Laura Smulders     | + 0,735 s |
| 4     | Simone Christensen | + 2,064 s |
| 5     | Sarah Walker       | + 2,327 s |
| 6     | Dani George        | + 2,379 s |
| 7     | Brooke Crain       | DNF       |
| 8     | Stefany Hernández  | DNF       |

| Platz | Name              | Zeit      |
| ----- | ----------------- | --------- |
| 1     | Laura Smulders    | 27,449 s  |
| 2     | Caroline Buchanan | + 0,022 s |
| 3     | Mariana Pajón     | + 0,104 s |
| 4     | Elke Vanhoof      | + 0,398 s |
| 5     | Sarah Walker      | + 0,446 s |
| 6     | Merle van Benthem | + 0,529 s |
| 7     | Brooke Crain      | + 0,537 s |
| 8     | Manon Valentino   | + 0,616 s |

### Männer Elite
Es gab 91 Fahrer aus 29 Nationen. Beim Finale kam es in der zweiten Kurve nach einer Kollision zwischen Sam Willoughby und Connor Fields zu einem Massensturz, dem nur Willoughby und Tory Nyhaug unbeschadet entkamen. Von den übrigen Fahrern konnte sich Tre Whyte am schnellsten wieder aufraffen und gewann noch Bronze. Für Willoughby war es wie für Pajón der zweite Weltmeistertitel.
| Platz | Name            | Zeit       |
| ----- | --------------- | ---------- |
| 1     | Sam Willoughby  | 25,393 s   |
| 2     | Tory Nyhaug     | + 2,133 s  |
| 3     | Tre Whyte       | + 8,068 s  |
| 4     | Edžus Treimanis | + 9,144 s  |
| 5     | David Herman    | + 9,511 s  |
| 6     | Amidou Mir      | + 10,455 s |
| 7     | Connor Fields   | + 35,751 s |
| 8     | Anthony Dean    | DNF        |

| Platz | Name             | Zeit      |
| ----- | ---------------- | --------- |
| 1     | Sam Willoughby   | 24,757 s  |
| 2     | Corben Sharrah   | + 0,062 s |
| 3     | Joris Daudet     | + 0,167 s |
| 4     | Liam Philips     | + 0,264 s |
| 5     | Māris Štrombergs | + 0,294 s |
| 6     | Jared Garcia     | + 0,413 s |
| 7     | Connor Fields    | + 0,437 s |
| 8     | Edžus Treimanis  | + 0,590 s |

### Juniorinnen
Es gab 29 Fahrerinnen aus 21 Nationen.
| Platz | Name                 | Zeit      |
| ----- | -------------------- | --------- |
| 1     | Doménica Azuero      | 28,130 s  |
| 2     | Shealen Reno         | + 1,356 s |
| 3     | Tatjana Kapitanowa   | + 1,917 s |
| 4     | Jaroslawa Bondarenko | + 2,014 s |
| 5     | Rachelle Smith       | + 2,199 s |
| 6     | Sandie Thibaut       | + 2,410 s |
| 7     | Camilla Zampese      | + 2,411 s |
| 8     | Daina Tuchscherer    | + 2,987 s |

| Platz | Name                 | Zeit      |
| ----- | -------------------- | --------- |
| 1     | Sandie Thibaut       | 28,274 s  |
| 2     | Doménica Azuero      | + 0,521 s |
| 3     | Shealen Reno         | + 0,909 s |
| 4     | Jaroslawa Bondarenko | + 1,009 s |
| 5     | Tatjana Kapitanowa   | + 1,252 s |
| 6     | Daina Tuchscherer    | + 1,717 s |
| 7     | Christelle Boivin    | + 1,786 s |
| 8     | Hannah Sarten        | + 1,905 s |

### Junioren
Es gab 78 Fahrer aus 30 Nationen.
| Platz | Name                    | Zeit      |
| ----- | ----------------------- | --------- |
| 1     | Niek Kimmann            | 25,091 s  |
| 2     | Sean Gaian              | + 0,437 s |
| 3     | Romain Racine           | + 1,100 s |
| 4     | Tore Navrestad          | + 1,389 s |
| 5     | Xavier Gonzalez Bernard | + 2,006 s |
| 6     | Jay Schippers           | + 2,187 s |
| 7     | Walker Finch            | + 2,451 s |
| 8     | Kristens Krīgers        | DNF       |

| Platz | Name                 | Zeit      |
| ----- | -------------------- | --------- |
| 1     | Niek Kimmann         | 25,356 s  |
| 2     | Collin Hudson        | + 0,078 s |
| 3     | Brandon Te Hiko      | + 0,175 s |
| 4     | Sean Gaian           | + 0,210 s |
| 5     | Tore Navrestad       | + 0,446 s |
| 6     | Bram van den Hudding | + 0,526 s |
| 7     | Kristens Krīgers     | + 0,811 s |
| 8     | Hunter Pelham        | + 0,817 s |

## Medaillenspiegel
| Platz  | Land               | Gold | Silber | Bronze | Gesamt |
| ------ | ------------------ | ---- | ------ | ------ | ------ |
| 1      | Niederlande        | 3    | 0      | 1      | 4      |
| 2      | Australien         | 2    | 1      | 1      | 4      |
| 3      | Ecuador            | 1    | 1      | 0      | 2      |
| 4      | Frankreich         | 1    | 0      | 2      | 3      |
| 5      | Kolumbien          | 1    | 0      | 1      | 2      |
| 6      | Vereinigte Staaten | 0    | 5      | 1      | 6      |
| 7      | Kanada             | 0    | 1      | 0      | 1      |
| 8      | Großbritannien     | 0    | 0      | 1      | 1      |
| 8      | Russland           | 0    | 0      | 1      | 1      |
| Gesamt | Gesamt             | 8    | 8      | 8      | 24     |